# دنریس تارگرین
دِنِریس تارگَریِن (به انگلیسی: Daenerys Targaryen) یک شخصیت خیالی در سری رمان فانتزی ترانه یخ و آتش اثر جرج آر. آر. مارتین است.
مشهور به دنریس طوفان‌زاد یا دَنی، وی آخرین عضو تأیید شدهٔ سلسلهٔ باستانی تارگرین و یکی از شخصیت‌های اصلی در مجموعه کتاب‌هاست. در سریال تلویزیونی بازی تاج‌وتخت، نقش وی توسط امیلیا کلارک ایفا شده‌است.
در ابتدا تامزین مرچانت برای این نقش در نظر گرفته شده بود، اما قسمت اول مجموعه یک‌بار دیگر با امیلیا کلارک فیلمبرداری شد.

## ظاهر
دنریس در اوایل نوجوانی‌اش همچون زنی جوان است. قامت کوتاهی دارد و با موی بلوند-نقره‌ای، و چشمان بنفش، که مشخصهٔ خاندان تارگرین است، بسیار زیباست. گفته می‌شود دنی شباهت فیزیکی آشکاری به نیریس تارگرین دارد.
در کتاب رقصی با اژدهایان، شایعهٔ زیبایی باورنکردنی دنریس تا دورست‌ها می‌رود.

## شخصیت
دنی در جوانی دختری ملایم و کمرو با اعتماد به نفس کم بود. او از زندگی چیزی جز تبعید، وابستگی و ترس دائمی از برادرش ویسریس تارگرین نمی‌دانست. او تنها خانواده‌ای بود که دنی می‌شناخت، اما معمولاً سرپرستی بی رحم، دمدمی مزاج و مستعد خشونت بود.
ازدواج دنی با کال دروگو، نقطهٔ عطفی برای او بود؛ سازگاری با زندگی دوتراکی در کالاسار سخت بود، اما به او اجازه داد از برادر بدزبانش استقلال یابد. او از این تجربه، در قامتِ زنی قوی، مطمئن و شجاع بیرون آمد. با این حال، او فراموش نمی‌کند یک بچهٔ قربانی شده بودن چگونه است و تجربیاتش در او ترحمی برجای گذاشته‌است که برای فاتح آینده غیرمعمول است. او در به ارمغان آوردن عدالت به میان قلمرویش مصمم است و پایان دادن به برده داری را اولویتی ویژه قرار داده‌است. علی‌رغم حیطهٔ اخلاقی قوی اش، او قادر است با دشمنانش بی‌رحمانه برخورد کند.
معمولاً گفته می‌شود پادشاهان تارگرین به مردان دیوانه یا حاکمانی باهوش تمایل دارند، و به نظر می‌رسد دنریس هدیهٔ طبیعی رهبری را همچون حقوق انکساری تولدش به ارث برده‌است. پیروانش عموماً از او با احترام و عشق یاد می‌کنند. او معمولاً با برادر مرحومش ریگار مقایسه می‌شود: رهبری کاریزماتیک که به مهارت، عزم راسخ، ذهنی پژوهشگر و احساسی قوی به عدالت معروف بود.
ضعف اصلی دنی به عنوان یک حاکم، جوانی و بی‌تجربگی نسبی اوست، هرچند، ذهن تیزی دارد و از اشتباهاتش سریعاً درس می‌گیرد.
اگرچه او به اندازهٔ کافی بالغ شده‌است تا بفهمد که ویسریس ضعیف، ترسو و بی‌رحم بود، اما دل‌مشغولی دائمی ویسریس در بازپس‌گیری تاج، که احساس می‌کرد حق قانونی او بود، در دنریس باوری مشابه القا کرده‌است، باور به آن که پس گرفتن هفت پادشاهی (Seven Kingdoms) حق و وظیفهٔ او به عنوان آخرین تارگرین است و این بزرگترین هدف او در زندگی است.
با این‌حال، وستروس برای او سرزمینی بیگانه است که هرگز آن را با چشمان خود ندیده‌است و گاهی از ته دل آرزوی خانهٔ «در قرمز» در براووس را می‌کند که به نوعی سمبل کودکی از دست رفته‌اش شده‌است.

## زندگینامه داستانی (تاریخچه)
دنریس تنها دختر و کوچکترین فرزند پادشاه ایریس تارگرین دوم و خواهر-همسرش (ملکه ریلا) است. او به یاد نخستین دنریس خاندانش و احتمالاً توسط مادرش نامگذاری شد. ریلا، دنریس را در آخرین ماه‌های قیام باردار شد؛ قیامی که نهایتاً به دوران سلطنت خاندانش بر هفت پادشاهی پایان داد. مدت کوتاهی پس از آن، ملکه ریلا به همراه شاهزادهٔ جوان، ویسریس، به جایگاه آبا و اجدادی خاندان (درگن‌استون) فرستاده شدند تا از غارت قریب‌الوقوع بارانداز پادشاه در امان بمانند. دنریس طی یک طوفان عظیم که بر فراز درگن‌استون می‌کوبید، به دنیا آمد؛ طوفانی که آنچه را که از ناوگان تارگرین باقی‌مانده بود، غرق کرد؛ به همین دلیل، گاهی دنریس را با عنوان «دنریس طوفان‌زاد» می‌نامند (مادرش هنگام وضع حمل مُرد).
در آن زمان، جنگ تقریباً از دست رفته بود. رابرت براتیون مدعی تخت آهنین شده بود و ایریس به همراه باقی خاندان سلطنتی کشته شده بود؛ بنابراین دنریس و برادر بزرگترش (ویسریس) به عنوان تنها وارثین زندهٔ تارگرین شناخته شدند. محافظین درگن‌استون تصمیم گرفتند تسلیم شده و آن‌ها را در ازای جانشان به شورشیان تحویل دهند اما پیش از آنکه آن‌ها بتوانند نقشه را عملی کنند، سر ویلِم دَری و چند محافظ وفادار دیگر، کودکان را نجات داده و آن‌ها را به تبعیدی خودخواسته قاچاق کردند. آن‌ها به شهر آزاد براووس بادبان کشیدند و سال‌ها در «خانه‌ای با درب قرمز» زندگی کردند. سر ویلم دری پیر و مریض‌احوال بود، اما دنی به یاد می‌آورد که او همیشه با او مهربانانه رفتار می‌کرد. پس از مرگ او خدمتکاران، تارگرین‌های جوان را از خانه بیرون راندند. دنی، هنگامی که مجبور به ترک شدند، گریه کرد.
وفاداران تارگرین که دو کودک را بزرگ کرده بودند، ویسریس را علی‌رغم شکست و تبعید خانواده‌اش، حاکمِ به حق هفت پادشاهی می‌دانستند؛ همانگونه که ویسریس این حق را برای خود قائل بود. او وظیفهٔ خود می‌دانست که از غاصبانی که خانواده اش را به قتل رساندند، انتقام بگیرد و حق قانونی اش را که زمانی که کودکی بیش نبود از او دزدیدند، باز پس گیرد. در سال‌های پس از مرگ سر ویلم، ویسریس با خواهرش در نُه شهر آزاد سرگردان بود و تلاش می‌کرد تا برای بازپس‌گیری تخت آهنین حمایتی جلب کند. این باعث شد تا لقب تمسخرآمیز «پادشاه گدا» را کسب کند.
به سبب این تحقیر طولانی مدت، ویسریس تندخو شده و حق پایمال‌شده‌اش برای او عقده شد. دنی تنها هدف راحت برای ناکامی او بود و با گذشت زمان او حتی دنی را برای مرگ مادرشان نیز سرزنش می‌کرد. او عدم کنترل بر خشمش را افتخار تلقی می‌کرد و آن را مدرکی می‌دانست که او را وارث راستین پادشاهان تارگرین می‌کرد؛ او مرتباً به دنی هشدار می‌داد که با عصبانی کردن او «اژدها را بیدار نکن». او معمولاً با دنی از اهمیت حفظ خلوص خون سلطنتیشان از طریق رسم کهن والریایی (ازدواج درون خانوادگی) سخن می‌گفت؛ به همین دلیل دنی فکر می‌کرد که یک روز با برادرش ازدواج می‌کند. او به قدر کافی باهوش بود تا بفهمد که بیشتر نقشه‌های ویسریس برای باز پسگیری هفت پادشاهی غیرواقعی است و از آنجا که دنی خود هیچ خاطره‌ای از وستروس نداشت، رویاهای ویسریس برای او معنایی نداشت؛ در عوض او عمیقاً می‌خواست تا به «خانهٔ در قرمز» بازگردد، خانه‌ای که در ذهن او سمبلی از کودکی از دست رفته‌اش شده بود.
دنی بدون هیچ خانواده‌ای به جز ویسریس بدزبان، و هیچ امیدی برای فرار از دست او، در قامت زن جوان مطیع و وحشت زده‌ای رشد کرد.
سرانجام ویسریس و دنریس کمکی را که به دنبالش بودند، در شهر آزاد پنتوس یافتند؛ وکیلی ثروتمند و قدرتمند به نام ایلیریو موپتیس که آن‌ها را به اقامت در عمارتش دعوت کرده و کمکش را برای بازپس‌گیری تختشان پیشنهاد داده بود.
در مدت زمانی که دنریس و برادرش در عمارت ایلیریو موپاتیس در پنتوس اقامت دارند، ایلیریو ترتیب ازدواج دنی و یک جنگ سالار دوتراکی (Dothraki) قدرتمند به نام کال دروگو (Khal Droga) را می‌دهد. در عوض، دروگو برای ویسریس ده هزار جنگجو از لشکرش را فراهم می‌کند تا تخت آهنین را بازپس گیرد.
در مراسم ازدواج، شوالیهٔ وستروسی تبعید شده، سر جورا مورمونت (Jorah Mormont) شمشیرش را در خدمت تارگرین‌ها قرار می‌دهد. ویسریس به او سه ندیمه،ایلریو سه تخم اژدها و کال دروگو یک اسب ماده به او هدیه می‌دهند.
زندگی در کالاسار در ابتدا دشوار است؛ دنی تنهاست و عادت ندارد تمام روز را پشت اسب سپری کند. بااینحال، او مصمم است تا زندگی جدیدش را در آغوش بگیرد.شیوه زندگی دوتراکی باعث تغییر زندگی دنی می‌شود واو به تدریج از زنی کمرو و ضعیف به زنی قوی و با اعتماد به نفس تبدیل می‌شود.شجاعت رو به رشد او دروگو را خشنود می‌سازد و آن‌ها رابطه عاشقانه ای را برقرار می‌کنند. دروگو دنریس را به شرق و به ویس دوتراک (Vaes Dothrak) می‌برد و زمانی که به آنجا می‌رسند دنریس از دروگو باردار می‌شود.
ویسریس روز به روز برای کمکی که به او قول داده شده بود، بی تاب می‌شود، و اوضاع زمانی به اوج خود می‌رسد که او قانون دوتراکی مبنی بر عدم کشیدن تیغ در شهر مقدس را می‌شکند و دنریس و کودک متولد نشده اش را تهدید می‌کند. دروگو می‌گوید که ویسریس تاج طلایی را که مستحقش است، دریافت خواهد کرد و سپس درحالی که دنی با خونسردی نگاه می‌کند، دیگی از طلای مذاب را بر سرش خالی کرده، او را می‌کشد و دنریس را آخرین تارگرین می‌کند.
در جریان یکی از غارت‌ها در یک شهر لازارین، دنریس از طرز برخورد با شکست خوردگان آشفته شده و نهایتاً دستور توقف هر تجاوزی را که می‌بیند، می‌دهد و ادعا می‌کند قربانیان برده‌های شخصی او هستند و آن‌ها را تحت حمایت خویش قرار می‌دهد. دوتراک‌ها از اینکه کالیسی حقوق سنتیشان در تجاوز به اسیران را نادیده گرفته، عصبانی شدند. کال دروگو نیز، از جسارت همسرش مسرور شده و از تصمیم او حمایت کرد.
دروگو در غارت مجروح می‌شود. یک راهبهٔ لازارین به نام میری ماز دور (Mirri Maz Duur)، پیشنهاد درمان او را می‌دهد. دنی به او اعتماد می‌کند زیرا میری از زنانی بود که دنی نجات داده بود. دروگو روز به روز ضعیف تر و به مرگ نزدیک تر می‌شود. دنی مایوس با نادیده گرفتن پیامدهای احتمالی جادوی خون، به میری ماز دور التماس می‌کند که شوهرش را نجات دهد. در جریان مراسم، دنی به وضع حمل می افتد و سر جورا او را به داخل چادر دروگو می‌برد، جایی که میری ماز دور در حال احضار ارواح تاریک است. چند روز بعد وقتی دنی بیدار می‌شود، در می یابد که نوزاد پسرش سقط شده‌است و دروگو چیزی جز پوسته ای روان گسیخته نیست. میری ماز دور می‌گوید که این بهای حقیقی جادوی خون بود و اینکه او هیچ احساس دین و تشکری نسبت به دنی ندارد، زیرا دنی او را پس از آنکه بارها مورد تجاوز قرار گرفت و شاهد نابودی جامعهٔ خود بود، نجات داده بود.
دنریس، دروگو را از سر دلسوزی می‌کشد و دستور می‌دهد میری ماز دور را به هیزم مراسم تدفین دروگو ببندند و سه تخم اژدها را در اطراف جسد قرار دهند. دنریس سپس به شکلی مصمم به داخل شعله‌ها قدم می‌گذارد. جادوی حاصله زندگی را دوباره به تخم‌ها باز می‌گرداند و سه اژدها از تخم‌ها سر باز می‌کنند. دنریس بدون آسیبی از شعله‌ها نمایان می‌شود. کالاسار سابق دروگو که حالا مطمئناً کالاسار او بودند، بیش از آن وقتی که کالاسار دروگو بودند، با حیرت زانو زدند. و دنریس نخستین رهبر جنگی زن دوتراکی شد.
دنریس در شهر استاپور، درازای دروگون، یکی از سه اژدهایش،ارتشی از تمامی آنسالیدهارا خریداری می‌کند. به دنریس یک برده به نام میساندی (Missandei) نیز به عنوان هدیه از طرف اربابان ارجمند (Good Masters) داده می‌شود. او می پذیرد اما سپس میساندی را آزاد می‌کند. دنریس پس از در کنترل گرفتن آنسالیدها، با شکستن معامله، به اربابان خیانت کرده، دروگون را فرا می خواند و به او دستور می‌دهد تا از آتش خود علیه رهبران آستاپوریاستفاده کند. سپس از آنسالیدها برای فتح شهر استفاده می‌کند. پس از مبارزه، او تمامی بردگان آستاپور از جمله آنسالیدهای خود را آزاد می‌کند، بردگانی که به او نامشکننده ی غل و زنجیرها را می‌دهند. آنسالیدها و بسیاری از مردمان تازه آزاد شده تصمیم می‌گیرند دنریس را در نبردهای آینده اش دنبال کنند. او پس از تشکیل یک شورا برای حکمرانی بر آستاپور، عازم شهر بردگان بعدی یعنی یونکای (Yunkai) می‌شود.
بردگان یونکای تاب مقاومت در برابر آنسالیدهای دنریس را ندارد. تمام ارتش یونکای کشته، دستگیر و یا مجبور به فرار می‌شوند و یونکای چند روز بعد تسلیم می‌شود.
دنریس سپس به سمت شهر میرین می‌رود. دنریس شهر میرین را نیز با کمترین خونریزی فتح می‌کند. دراین زمان دنریس متوجه می‌شود مورمنت برای دریافت بخشش رابرت بارتئون، جاسوسی او را می‌کرده‌است. جورا لجوجانه اصرار می‌کند که هیچ کار اشتباهی نکرده‌است، و دنریس مجبور می‌شود علا رغم تمایلش به عفو جورا، او را از خدمت خود تبعید کند. جورا که عاشق دنریس است به دنبال راهی برای جلب بخشش دنریس است و به همین سبب تیریون لنیستر را به خدمت او می آورد. دنی او را می‌بخشد و تیریون لنیستر را به عنوان دست راست خود بر میگزیند.
دنریس که برای اولین بار بعد از سال‌ها دوباره به وستروس برگشته و می‌خواهد تاج و تخت از دست رفته پدرش را باز پس بگیرد به درخواست ملیساندرا و با تأیید تیریون لنیستر جان اسنو، پادشاه شمال را به درگن‌استون احضار می‌کند که با او متحد شود. جان در ملاقات با دنریس از تهدید بزرگ ارتش مردگان برای انسانیت می‌گوید و اینکه آن‌ها فقط در افسانه‌ها وجود ندارند و در حال حرکت به سمت مرزهای وستروس هستند و واقعیت دارند درخواست استخراج درگن گلس دارد اما دنریس باور نمی‌کند و از او می‌خواهد که با زانو زدن او را به عنوان وارث برحق تخت آهنین بپذیرد که جان درخواست او را رد می‌کند اما در نهایت این دنریس است که برای متحد ساختن جان با خود اجازه استخراج درگن گلس را به وی می‌دهد. پس از گذشت مدتی و بعد از ملاقات‌های متعدد و صحبتهایی حول محور ارتش مردگان و واقعی بودن آن‌ها دنریس حرف‌های جان را باور می‌کند و با او متحد می‌شود و تصمیم می‌گیرد که بعد از شکست دادن ارتش مردگان برای به‌دست آوردن تخت آهنین تلاش کند. دراین بین دنریس و جان عاشق هم می‌شوند وبی خبر ازین که جان فرزند برادر دنریس، ریگار،است رابطه بر قرار می‌کنند. دنریس و جان به سمت شمال راهی می‌شوند و خود را برای مبارزه با ارتش مردگان اماده می‌کنند. بین ارتش مردگان و زنده‌ها جنگ در می‌گرد دنریس به همراه اژدهایش نقش مؤثری در جنگ را بر عهده می‌گیرد. جورا مورمنت برای نجات جان دنریس کشته می‌شود. نهایتاً جنگ با کشته شدن شاه شب توسط آریا، خواهر جان، تمام می‌شود.
پس از شکست شاه شب تهدید شمالی برطرف می‌شود و دنریس تارگرین برای عزیمت به سمت جنوب و پس گرفتن تخت آهنین ازسرسی لنیستر آماده می‌شود . دنی به همراه دو اژدهایش ریگال و دروگون و ناوگانش از راه دریا به سمت درگن‌استون می‌رود و جان اسنو به همرا ارتش شمال از راه زمینی به سمت کینگز لندینگ می‌روند. دنی دو روز زودتر از جان و ارتشش به نزدیکی درگن‌استون می‌رسد، اما توسط ناوگان آهنین به فرماندهی یورون گریجوی غافلگیر شده و اژدهایش ریگال به وسیله شلیک خر کمان کشته می‌شود و ندیمه‌اش میساندی گروگان گرفته می‌شود و به دستور سرسی به قتل می‌رسد. دنریس که اکنون می‌داند جان برادر زادهٔ او است او را تهدیدی برای خود محسوب می‌کند و از طرفی سرواریس را نیز که متوجه خطر دنریس و شباهت او به پدرش شده و قصد خیانت به دنریس را دارد می سوزاند. دنریس پس از مرگ میساندی در شرایط روحی بدی به سر می‌برد. او به کینگزلندینگ حمله می‌کند و حتی پس از تسلیم شدن شهر، شهر را نابود می‌کند و مردم بی گناه را می سوزاند.
سرانجام در قسمت «تخت آهنین» آخرین قسمت از سریال بازی تاج‌وتخت، جان اسنو دنریس را برای جلوگیری از کشته شدن انسان‌های بی گناه دیگر، به تحریک تیریون لنیستر، به قتل می‌رساند و اژدهای دنریس که شاهد ماجراست تخت آهنین را با آتشش ذوب می‌کند اما آسیبی به جان نمی‌رساند. سپس جنازه دنریس را برداشته و به جای نامعلومی می‌برد.